# Ruth Brandon
Ruth Brandon (1943) es una periodista, historiadora y autora británica. 

## Biografía
Brandon comenzó su carrera como productora en prácticas para la BBC, trabajando en radio y televisión. Se trasladó a trabajar en periodismo freelance y como autora. Es autora de muchas obras tanto de ficción como de no ficción.
El popular libro de Brandon The Spiritualists: The Passion for the Occult en los siglos XIX y XX (1983) fue reeditado por Prometheus Books. El libro ha sido una influencia para los escépticos, ya que desmentía el espiritismo al documentar el absurdo y el fraude en la mediumnidad. Martin Gardner escribió: "Miles de libros sobre espiritismo han sido escritos por creyentes, escépticos y indecisos, pero ninguno demuestra tan convincentemente como Los Espirituales la increíble facilidad con la que las personas de la más alta inteligencia pueden ser criticadas por la más cruda de los fraudes psíquicos."
A principios de la década de 1980, Brandon estuvo involucrado en una disputa con el autor paranormal Brian Inglis por la mediumnidad de Daniel Dunglas Home en la revista New Scientist.
Brandon vive en Londres con su esposo Philip Steadman, un historiador del arte. Su hija, Lily, nació en 1982.

## Obra
Ficción
- Caravaggio’s Angel (2011)
- The Uncertainty Principle (1996)
- Tickling the Dragon (1995)
- The Gorgon’s Smile (1992)
- Mind Out (1991)
- Left, Right and Centre (1991)
- Out of Body, Out of Mind (1987)

No Fiction
- Ugly Beauty: Helena Rubinstein, L’Oreal and the Blemished History of Looking Good (2011)
- The dollar princesses: Sagas of upward nobility, 1870-1914 (2010)
- Other People’s Daughters: The Life And Times Of The Governess (2008)[10]
- People’s Chef: Alexis Soyer, a Life in Seven Courses (2004)
- The Life and Many Deaths of Harry Houdini (2003)
- Automobile: How the Car Changed Life (2002)
- Surreal Lives: The Surrealists 1917-1945 (2000)
- The New Women and the Old Men: Love, Sex and the Woman Question (2000)
- Being Divine: Biography of Sarah Bernhardt (1991)
- The Burning Question: The Anti-nuclear Movement Since 1945 (1987)
- The Spiritualists: The Passion for the Occult in the Nineteenth and Twentieth Centuries (1983)[11]
- A capitalist romance: Singer and the sewing machine (1977)